# U.C. Face Off
Unihockey Club Face Off, kortweg U.C. Face Off, is een floorballclub uit Groningen. U.C. Face Off is opgericht op 22 januari 1998 en daarmee een van de oudste floorballclubs in Nederland. De club is sinds de oprichting van de NeFUB lid van de bond. U.C. Face Off is veel seizoenen actief geweest in de hoogste Nederlandse klasse, de Eredivisie (zowel bij de heren als bij de dames). Tegenwoordig speelt U.C. Face Off met twee damesteams in de enige competitie in Nederland, één herenteam in de Eerste divisie en één herenteam in de Eredivisie. 

## Resultaten

### Resultaten competitie vanaf 2000-heden
| 4 |

| 3 |

| 3 |

| 3 |

| 3 |

| 5 |

| 6 |

| 5 |

| 5 |

| 4 |

| 2 |

| 3/4* |

| 4 |

| 1 |

| 2 |

| 4 |

| 3 |

| 5 |

| 4 |

| Eredivisie |

| Kampioen |

| Eredivisie |

| Kampioen |

| 2 |

| 1 |

| 4 |

| 1 |

| 4 |

| 5 |

| 3 |

| 2 |

| 3/4* |

| 4 |

| 1 |

| 1 |

| 4 |

| 6 |

| 4 |

| Eredivisie |

| Kampioen |

| Eredivisie |

| Kampioen |

### Bekers en toernooien
- 2e plaats NeFUB Cup (LOTTO Cup) 2014/2015 (Heren 1)
- Kampioen NeFUB Cup (LOTTO Cup) 2014/2015 (Dames 1)
- Kampioen NeFUB Cup (LOTTO Cup) 2013/2014 (Heren 1)
- Kampioen NeFUB Cup (LOTTO Cup) 2012/2013 (Dames 1)
- Amsterdamned-toernooi (dames): 2010

### Historische momenten

#### Eerste Nederlandse stadsderby
Op 14 oktober 2023 werd de stadserby tussen U.F.C. Groningen en U.C. Face Off voor het eerst gespeeld op het hoogste floorballniveau van Nederland. Na het seizoen van '22/'23 promoveerde de Groningse burgervereniging ongeslagen naar de Eredivisie. Hier zouden ze het seizoen daarna, voor het eerst  het eerste herenteam van Face Off treffen op het hoogste niveau. De promovendus begon de wedstrijd als underdog en wist het ervaren Face Off niet te verrassen. De wedstrijd eindigde in een 9-4 overwinning voor het oppermachtige U.C. Face Off. 

## Voorzitters
| Seizoen     | Voorzitter            |
| ----------- | --------------------- |
| 2000 / 2001 | Kristian Hiddinga     |
| 2002 / 2003 | Huub Emons            |
| 2003 / 2004 | Maarten Wegen         |
| 2004 / 2005 | Eva Smal              |
| 2005 / 2006 | Douwe Talma           |
| 2006 / 2007 | Janneke Jentink       |
| 2007 / 2008 | Rik Smit              |
| 2008 / 2009 | Lidwien Reehuis       |
| 2009 / 2010 | Nathalie Feitsma      |
| 2010 / 2011 | Jelle de Jong         |
| 2011 / 2012 | Dorien Cramer         |
| 2012 / 2013 | Wouter Buter          |
| 2013 / 2014 | Jochem de Bruin       |
| 2014 / 2015 | Daniël Nicolai        |
| 2015 / 2016 | Casper Knobbe         |
| 2016 / 2017 | Lisa Koops            |
| 2017 / 2018 | Lisa Koops            |
| 2018 / 2019 | Belle van der Reijden |
| 2019 / 2020 | Ellis Haarsma         |
| 2020 / 2021 | Jitze Nicolai         |
| 2021 / 2022 | Rabea Rachow          |
| 2022 / 2023 | Linn Brodersen        |
| 2023 / 2024 | Michiel Derksen       |
| 2024 / 2025 | Suvi Pohjala          |